# Ted Ligety
Ted Ligety, właśc. Theodore Sharp Ligety (ur. 31 sierpnia 1984 w Salt Lake City) – amerykański narciarz alpejski, dwukrotny mistrz olimpijski, wielokrotny medalista mistrzostw świata, pięciokrotny zdobywca Małej Kryształowej Kuli w gigancie.

## Kariera
Specjalizuje się w konkurencjach technicznych. W 2004 roku w słoweńskim Mariborze zdobył tytuł wicemistrza świata juniorów w slalomie. W kolejnym sezonie rozpoczął regularne występy w Pucharze Świata; po raz pierwszy w czołowej dziesiątce zawodów pucharowych znalazł się w lutym 2005 w Kranjskiej Gorze. W grudniu 2005 po raz pierwszy stanął na podium zawodów Pucharu Świata, zajmując trzecie miejsce w slalomie w Beaver Creek. W marcu 2006 roku odniósł pierwsze pucharowe zwycięstwo – wygrał slalom gigant w koreańskim Yongpyong. Dotychczas 23 razy stawał na najwyższym stopniu podium w zawodach o Puchar Świata, w tym sześciokrotnie w Kranjskiej Gorze.
W lutym 2006 roku niespodziewanie triumfował w kombinacji alpejskiej na igrzyskach olimpijskich w Turynie; po słabszym zjeździe (32. miejsce) okazał się najlepszy w slalomie, co wobec nieukończenia konkurencji przez kilku faworytów (m.in. Bode Millera i Benjamina Raicha) dało mu tytuł mistrza olimpijskiego. Na igrzyskach olimpijskich w Vancouver nie obronił tego tytułu, ostatecznie wywalczył piąte miejsce. W lutym 2014 roku brał udział w igrzyskach olimpijskich w Soczi, gdzie zwyciężył w gigancie. Wyprzedził wtedy bezpośrednio dwóch reprezentantów Francji: Steve'a Missilliera i Alexisa Pinturault. Na tej samej imprezie był ponadto dwunasty w superkombinacji i czternasty w supergigancie, a rywalizacji w slalomie nie ukończył.
W mistrzostwach świata w Bormio w 2005 zajął 12. miejsce w kombinacji alpejskiej, a slalomu nie ukończył. Na następnych mistrzostwach dobrze pojechał slalom gigant, zajmując wtedy czwarte miejsce. W tej samej konkurencji sięgnął po brązowy medal podczas mistrzostw świata w Val d’Isère w 2009 roku. Na rozgrywanych dwa lata później mistrzostwach świata roku w Garmisch-Partenkirchen zdobył złoty medal w swej koronnej konkurencji, slalomie gigancie. Największe sukcesy osiągnął jednak podczas mistrzostw świata w Schladming w 2013 roku, gdzie był najlepszy w supergigancie, superkombinacji i gigancie.
W lutym 2021 r. ogłosił zakończenie sportowej kariery. Jego ostatnim startem miał być slalom gigant na MŚ w Cortinie d’Ampezzo jednak ze względu na problemy z kręgosłupem wycofał się z rywalizacji.

## Osiągnięcia

### Igrzyska olimpijskie
| Miejsce | Dzień     | Rok  | Miejscowość     | Konkurencja     | Czas biegu | Strata | Zwycięzca          |
| ------- | --------- | ---- | --------------- | --------------- | ---------- | ------ | ------------------ |
| 1.      | 14 lutego | 2006 | Sestriere       | Kombinacja      | 3:09,35    | —      | —                  |
| DNF1    | 20 lutego | 2006 | Sestriere       | Gigant          | 1:30,65    | —      | Benjamin Raich     |
| DSQ1    | 25 lutego | 2006 | Sestriere       | Slalom          | 1:43,14    | —      | Benjamin Raich     |
| 19.     | 19 lutego | 2010 | Whistler        | Supergigant     | 1:30,34    | +1,36  | Aksel Lund Svindal |
| 5.      | 21 lutego | 2010 | Whistler        | Superkombinacja | 2:44,92    | +0,90  | Bode Miller        |
| 9.      | 23 lutego | 2010 | Whistler        | Gigant          | 2:37,83    | +1,28  | Carlo Janka        |
| DNF1    | 27 lutego | 2010 | Whistler        | Slalom          | 1:39,32    | —      | Giuliano Razzoli   |
| 12.     | 14 lutego | 2014 | Krasnaja Polana | Superkombinacja | 2:45,20    | +2,19  | Sandro Viletta     |
| 14.     | 16 lutego | 2014 | Krasnaja Polana | Supergigant     | 1:18,14    | +1,34  | Kjetil Jansrud     |
| 1.      | 19 lutego | 2014 | Krasnaja Polana | Gigant          | 2:45,29    | —      | —                  |
| DNF2    | 22 lutego | 2014 | Krasnaja Polana | Slalom          | 1:41,84    | —      | Mario Matt         |
| 5.      | 13 lutego | 2018 | Jeongseon       | Superkombinacja | 2:06,52    | +1,45  | Marcel Hirscher    |
| DNF     | 16 lutego | 2018 | Jeongseon       | Supergigant     | 1:24,44    | -      | Matthias Mayer     |
| 15.     | 18 lutego | 2018 | Jeongseon       | Gigant          | 2:18,04    | +3,21  | Marcel Hirscher    |

### Mistrzostwa świata
| Miejsce | Dzień     | Rok  | Miejscowość       | Konkurencja     | Czas biegu | Strata | Zwycięzca            |
| ------- | --------- | ---- | ----------------- | --------------- | ---------- | ------ | -------------------- |
| 12.     | 3 lutego  | 2005 | Bormio            | Kombinacja      | 3:19,10    | +4,85  | Benjamin Raich       |
| DNF2    | 12 lutego | 2005 | Bormio            | Slalom          | 1:41,34    | -      | Benjamin Raich       |
| 31.     | 6 lutego  | 2007 | Åre               | Supergigant     | 1:14,30    | +1,68  | Patrick Staudacher   |
| DNF     | 8 lutego  | 2007 | Åre               | Superkombinacja | 2:28,99    | -      | Daniel Albrecht      |
| 4.      | 14 lutego | 2007 | Åre               | Gigant          | 2:19,64    | +0,99  | Aksel Lund Svindal   |
| DNF1    | 17 lutego | 2007 | Åre               | Slalom          | 1:57,33    | -      | Mario Matt           |
| DNF1    | 4 lutego  | 2009 | Val d’Isère       | Supergigant     | 1:19,41    | -      | Didier Cuche         |
| DSQ1    | 9 lutego  | 2009 | Val d’Isère       | Superkombinacja | 2:23,00    | -      | Aksel Lund Svindal   |
| 3.      | 13 lutego | 2009 | Val d’Isère       | Gigant          | 2:18,82    | +0,99  | Carlo Janka          |
| DNF2    | 15 lutego | 2009 | Val d’Isère       | Slalom          | 1:44,17    | -      | Manfred Pranger      |
| DNF1    | 9 lutego  | 2011 | Ga-Pa             | Supergigant     | 1:38,31    | -      | Christof Innerhofer  |
| DNF2    | 14 lutego | 2011 | Ga-Pa             | Superkombinacja | 2:54,51    | -      | Aksel Lund Svindal   |
| 1.      | 18 lutego | 2011 | Ga-Pa             | Gigant          | 2:10,56    | -      | -                    |
| 19.     | 20 lutego | 2011 | Ga-Pa             | Slalom          | 1:41,72    | +2,45  | Jean-Baptiste Grange |
| 1.      | 6 lutego  | 2013 | Schladming        | Supergigant     | 1:23,96    | -      | -                    |
| 1.      | 11 lutego | 2013 | Schladming        | Superkombinacja | 2:56,96    | -      | -                    |
| 1.      | 15 lutego | 2013 | Schladming        | Gigant          | 2:28,92    | -      | -                    |
| DNF1    | 17 lutego | 2013 | Schladming        | Slalom          | 1:51,03    | -      | Marcel Hirscher      |
| 9.      | 5 lutego  | 2015 | Vail/Beaver Creek | Supergigant     | 1:15,68    | +0,70  | Hannes Reichelt      |
| 3.      | 8 lutego  | 2015 | Vail/Beaver Creek | Superkombinacja | 2:36,10    | +0,30  | Marcel Hirscher      |
| 1.      | 13 lutego | 2015 | Vail/Beaver Creek | Gigant          | 2:34,16    | -      | -                    |
| 21.     | 15 lutego | 2015 | Vail/Beaver Creek | Slalom          | 1:57,47    | +3,84  | Jean-Baptiste Grange |
| DNS2    | 11 lutego | 2019 | Åre               | Superkombinacja | 1:47,71    | -      | Alexis Pinturault    |
| 11.     | 15 lutego | 2019 | Åre               | Gigant          | 2:20,24    | +1,54  | Henrik Kristoffersen |

### Mistrzostwa świata juniorów
| Miejsce | Dzień     | Rok  | Miejscowość  | Konkurencja | Czas biegu | Strata | Zwycięzca                      |
| ------- | --------- | ---- | ------------ | ----------- | ---------- | ------ | ------------------------------ |
| DNF2    | 7 marca   | 2003 | Briançonnais | Gigant      | 2:02,72    | -      | Daniel Albrecht Mario Scheiber |
| DNF1    | 8 marca   | 2003 | Briançonnais | Slalom      | 1:33,74    | -      | Marc Berthod                   |
| 47.     | 10 lutego | 2004 | Maribor      | Zjazd       | 1:09,61    | +2,29  | Romed Baumann                  |
| 26.     | 12 lutego | 2004 | Maribor      | Supergigant | 1:17,49    | +2,34  | Hans Olsson                    |
| 12.     | 13 lutego | 2004 | Maribor      | Gigant      | 2:17,40    | +2,15  | Jeffrey Harrison               |
| 2.      | 14 lutego | 2004 | Maribor      | Slalom      | 1:33,33    | +0,12  | Raphael Fässler                |
| 9.      | 15 lutego | 2004 | Maribor      | Kombinacja  | 32,84 pkt  | ?      | François Bourque               |

### Puchar Świata

#### Miejsca w klasyfikacji generalnej
- sezon 2003/2004: 132.
- sezon 2004/2005: 62.
- sezon 2005/2006: 9.
- sezon 2006/2007: 11.
- sezon 2007/2008: 5.
- sezon 2008/2009: 9.
- sezon 2009/2010: 7.
- sezon 2010/2011: 9.
- sezon 2011/2012: 9.
- sezon 2012/2013: 3.
- sezon 2013/2014: 4.
- sezon 2014/2015: 11.
- sezon 2015/2016: 38.
- sezon 2016/2017: 86.
- sezon 2017/2018: 40.
- sezon 2018/2019: 51.
- sezon 2019/2020: 44.
- sezon 2020/2021: 121.

#### Zwycięstwa w zawodach Pucharu Świata chronologicznie
1. Yongpyong – 5 marca 2006 (gigant)
2. Kranjska Gora – 8 marca 2008 (gigant)
3. Bormio – 14 marca 2008 (gigant)
4. Kranjska Gora – 28 lutego 2009 (gigant)
5. Kranjska Gora – 29 stycznia 2010 (gigant)
6. Beaver Creek – 5 grudnia 2010 (gigant)
7. Val d’Isère – 11 grudnia 2010 (gigant)
8. Alta Badia – 19 grudnia 2010 (gigant)
9. Sölden – 23 października 2011 (gigant)
10. Beaver Creek – 6 grudnia 2011 (gigant)
11. Kranjska Gora – 10 marca 2012 (gigant)
12. Sölden – 28 października 2012 (gigant)
13. Beaver Creek – 2 grudnia 2012 (gigant)
14. Alta Badia – 16 grudnia 2012 (gigant)
15. Adelboden – 12 stycznia 2013 (gigant)
16. Kranjska Gora – 9 marca 2013 (gigant)
17. Lenzerheide – 16 marca 2013 (gigant)
18. Sölden – 27 października 2013 (gigant)
19. Beaver Creek – 8 grudnia 2013 (gigant)
20. Wengen – 17 stycznia 2014 (superkombinacja)
21. Sankt Moritz – 2 lutego 2014 (gigant)
22. Kranjska Gora – 8 marca 2014 (gigant)
23. Lenzerheide – 15 marca 2014 (gigant)
24. Beaver Creek – 7 grudnia 2014 (gigant)
25. Sölden – 25 października 2015 (gigant)

#### Pozostałe miejsca na podium w zawodach
1. Beaver Creek – 4 grudnia 2005 (slalom) – 3. miejsce
2. Kranjska Gora – 22 grudnia 2005 (slalom) – 3. miejsce
3. Adelboden – 8 stycznia 2006 (slalom) – 2. miejsce
4. Beaver Creek – 2 grudnia 2006 (gigant) – 3. miejsce
5. Alta Badia – 18 grudnia 2006 (slalom) – 2. miejsce
6. Sölden – 28 października 2007 (gigant) – 2. miejsce
7. Bad Kleinkirchheim – 8 grudnia 2007 (gigant) – 3. miejsce
8. Alta Badia – 17 grudnia 2007 (slalom) – 3. miejsce
9. Wengen – 12 stycznia 2008 (slalom) – 3. miejsce
10. Sölden – 26 października 2008 (gigant) – 3. miejsce
11. Beaver Creek – 7 grudnia 2008 (gigant) – 2. miejsce
12. Åre – 13 marca 2009 (gigant) – 2. miejsce
13. Sölden – 25 października 2009 (gigant) – 2. miejsce
14. Val d’Isère – 12 grudnia 2009 (supergigant) – 2. miejsce
15. Kranjska Gora – 30 stycznia 2010 (gigant) – 3. miejsce
16. Garmisch-Partenkirchen – 12 marca 2010 (gigant) – 3. miejsce[4]
17. Kranjska Gora – 5 marca 2011 (gigant) – 3. miejsce
18. Beaver Creek – 4 grudnia 2011 (gigant) – 2. miejsce
19. Val d’Isère – 9 grudnia 2012 (gigant) – 3. miejsce
20. Ga-Pa – 24 lutego 2013 (gigant) – 3. miejsce
21. Alta Badia – 22 grudnia 2013 (gigant) – 3. miejsce
22. Kitzbühel – 26 stycznia 2014 (superkombinacja) – 2. miejsce
23. Lenzerheide – 12 marca 2014 (zjazd) – 2. miejsce[5]
24. Åre – 12 grudnia 2014 (gigant) – 2. miejsce
25. Alta Badia – 21 grudnia 2014 (gigant) – 2. miejsce
26. Beaver Creek – 5 grudnia 2015 (supergigant) – 2. miejsce
27. Ga-Pa – 28 stycznia 2018 (gigant) – 3. miejsce

- W sumie (25 zwycięstw, 13 drugich i 14 trzecich miejsc).